# Horst Kullack

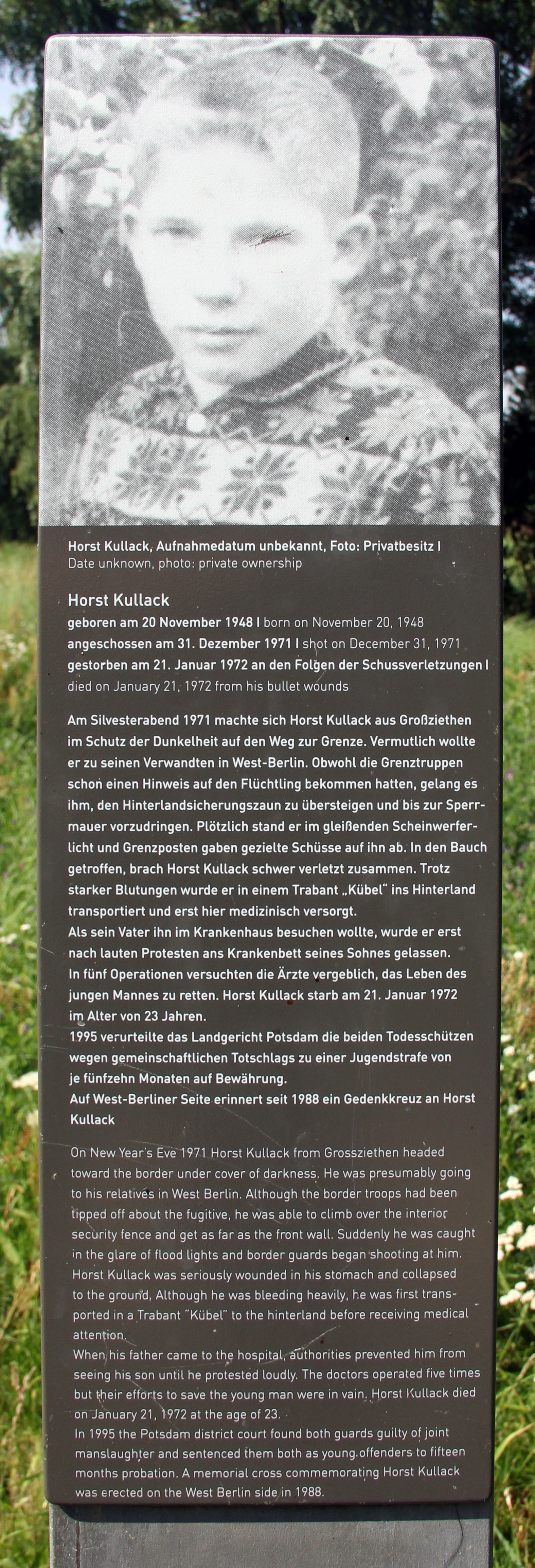
Gedenktafel, Lichtenrader Chaussee, in Großziethen

Horst Kullack (* 20. November 1948 in Großziethen; † 21. Januar 1972 in Königs Wusterhausen) war ein Todesopfer an der Berliner Mauer. Angehörige der Grenztruppen der DDR verletzten ihn bei einem Fluchtversuch schwer. Er erlag den Verletzungen 21 Tage später in einem Krankenhaus.

## Leben
Mit fünf Geschwistern wuchs er in Großziethen bei Berlin auf. Nach der Schule, die er nach acht Jahren beendete, arbeitete er als ungelernter Transportarbeiter in Zeesen. Horst Kullack war geistig zurückgeblieben und war in seiner Kindheit häufig Schlägen ausgesetzt. 1967 versuchte er zum ersten Mal aus der DDR zu fliehen. Nach dem gescheiterten Versuch geriet er häufiger mit den Behörden in Konflikt, unter anderem wegen Staatsverleumdung. Zu Verurteilungen kam es nicht, da Horst Kullack von einem Psychiater als nicht zurechnungsfähig eingestuft wurde. Infolge seiner Kindheitserfahrungen litt er unter Depressionen und äußerte Selbstmordabsichten.
Am 31. Dezember 1971 ging Horst Kullack zur Grenze zwischen seinem Heimatort und Berlin-Tempelhof. Gegen 22 Uhr klopfte er an ein Fenster eines Hauses im Sperrgebiet, um zu erfahren, ob er an der Grenze angekommen sei. Gegenüber dem Bewohner gab er seine Fluchtabsichten zu. Jener kontaktierte den Abschnittsbevollmächtigten der Volkspolizei, der die Grenzer in der Nähe informierte. Horst Kullack gelangte zum Hinterlandzaun, überstieg diesen und lief gebückt zur Sperrmauer. Ein Suchscheinwerfer wurde auf ihn gerichtet. Zwei Grenzposten gaben insgesamt vier Schüsse auf den Flüchtenden ab, der von einer Kugel im Bauch getroffen wurde und schwer verletzt zusammenbrach. Die Grenzposten versteckten den Verletzten im KfZ-Sperrgraben, um ihn vor Blicken aus dem Westen zu verbergen. Später wurde er mit einem Kübelwagen zur medizinischen Versorgung abtransportiert. Nach fünf erfolglosen Operationen erlag er am 21. Januar 1972 im Kreiskrankenhaus Königs Wusterhausen seinen inneren Verletzungen.
Der Tod von Horst Kullack wurde nach der Beerdigung in West-Berlin bekannt, als der dort lebende Onkel des Toten Strafanzeige gegen die damals unbekannten Todesschützen stellte. Gegen diese fand 1995 ein Mauerschützenprozess vor dem Landgericht Potsdam statt, der mit Jugendstrafen von 15 Monaten auf Bewährung für beide Angeklagten endete. Am Ort der Schüsse ist ein Gedenkkreuz aufgestellt.